# صيادو النمور
صيادو النمور (بالأوكرانية: Тигролови)‏ التي تُرجمت أيضًا إلى الإنجليزيَّة باسم (The Hunters and the Hunted and Tiger Catchers) هي رواية مغامرات تحتوي على عناصر السيرة الذاتيَّة من حياة إيفان باهرياني [الإنجليزية]، وقد كُتبت ونشرت في عام 1944 باسم صيادو الوحوش (بالإنجليزية: Animal Catchers)‏ في مجلة "Evening Hour" في لفيف. ظلت مسودة النص الأصلي في أوكرانيا السوفيتية، وبعد ترحيل باجرياني إلى ألمانيا في فترة 1944-1946، استعاد باجرياني النص بالكامل من الذاكرة؛ وتم نشر هذه النسخة المستعادة في عام 1946 تحت اسم صيادو النمور (بالإنجليزية: Tiger Trappers)‏ في دار نشر "Prometheus" بـ(نوي ألم). نُشرت طبعات منفصلة من الرواية في الخارج عام 1946 بـ (نوي ألم) عام 1955 بـ (ديترويت)، 1970 بـ (نيويورك) (نسخة مختصرة)، و 1991 بـ (ديترويت). كما تمت ترجمة الرواية ونشرها باللغات الإنجليزية سنة (1954)، الهولندية سنة (1959)،  الألمانية سنة (1961)، الروسية سنة (1992، مختصرة)، والإسبانية سنة (2006). وصف الناقد الأدبي الأمريكي والتر جافيغيرست، في كتابه مراجعة بعنوان «قصة مؤثرة عن المنفى السياسي» لصحيفة نيويورك هيرالد تريبيون بتاريخ 10 فبراير 1957، حيث وصف الرواية بأنها: «قصة مُغامرة بَليغة ومثيرة تعادل السعي المثير للحرية السياسية» وأضاف: «إنها رواية عن الفروسية والشجاعة، وموضوعات برية غير متوقعة من خيالنا القذر.»

## تاريخ الكتابة والنشر
يعتمد العمل على أحداث من سيرته الذاتية حينما طرد باجرياني إلى الشرق الأقصى بـغولاغ. بعد أن هرب من المفوضية الشعبية للشؤون الداخلية المسؤولة عن نقل باجرياني سجين غولاغ المحكوم عليه بالإعدام إلى سيبيريا. عاش باجرياني في تايغا ما يقرب من عامين، وقد استوحت شخصية الكتاب، "Grygory Mnohohrishnyy" العديد من سمات شخصية المؤلف.
أثناء تواجده في غرب أوكرانيا المحتلة من قبل ألمانيا، مختبئًا لبعض الوقت من الجستابو في مورشين، كتب إيفان باجرياني العمل في 14 يومًا حيث استندت الرواية على تجربته المريرة في التايغا.
نُشر العمل لأول مرة في سنة 1944 في مجلة "Evening Hour" بـلفيف على شكل مختصر يسمى صائدوا الوحوش "Beast Catchers". وفي نفس السنة وبالمسابقة الأدبية بلفيف، مُنحت الرواية أحد الجوائز.

## عن الرواية

### العنوان
يعد عنوان العمل رمزي حيث قام إيفان باجرياني بتغييره من «صائد الوحش» العنوان الأصلي إلى صائدو النمور، وأكد على النقاط البارزة في القصة: النمر كواحد من أقوى الحيوانات البرية وأخطرها، عائلة سيركو التي تعيش في وحدة مع الطبيعة المحيطة والقوة المعنوية لهذه العائلة، وممثلي الشعب الأوكراني وقدرتهم على التغلب على أصعب الظروف.

### الحبكة
تم بناء قصة الرواية حول شخصيتين - جريجوري "Grygory" و "KVSM ajor Medwin". مبارزتهم هي صراع الإنسان مع عالم الظلام والجحيم حيث يصور المؤلف كشاهد عيان، صورًا مروعة للإساءة للناس وإذلال كرامتهم الإنسانية والعنف والحكم بالنسيان في جحيم معسكرات الاعتقال.
يهرب الشاب من أحضان الموت، وبين مئات السجناء الآخرين يرتفع الأمل، ليس للخلاص، ولكن للانتقام من معذبيهم. يتجول في البرية بحثًا عن منقذ ومكان آمن.
في طريقه استطاع أن ينقذ صَيادَة من دب غاضب، على الرغم من أنه كان على وشك الموت من الإرهاق الجسدي، بعد ذلك استضافته عائلة سيريكو "Sirko" الأوكرانية المنحدرة من "Green Wedge" وأصبح ابنهما وأخيهما، وشريكًا في الصيد. وقع جريجوري في حب ناتالكا، لكنه أخفى مشاعره حتى لا يعرض الفتاة للخطر، وفي الأخير منحها سعادة الحب المتبادل.

### الشخصيات الاساسية
- جريجوري منوهوهريشني "Grygory Mnohohrishnyy": مهندس طيران شاب، حفيد المجيد الأوكراني هيتمان دميان منوهغريشني. حكم عليه بالسجن لمدة 25 عامًا، لكنه هرب من القطار، وقفز إلى موت محقق، ولم يستسلم كانت لديه تسعة وتسعون فرصة للموت مقابل فرصة واحدة للنجاة، لكنه ومع ذلك قفز.
- ناتالكا سيركو "Natalka Sirko": صَيادَة بقدر مهارة والدها، وتصطاد الأسماك من النهر بشكل لا مثيل له.
- جريجوري سيركو "Grygory Sirko": هو «شاب صلب، عنيد ومتثاقل»، صياد شاب رشيق ملتزم بالصداقة الذكورية والعائلة.
- دينيس سيركو "Denis Sirko": صياد لا يتزعزع، سيد التايغا الحقيقي.
- سيرتشيخا "Sirchikha": زوجة دينيس المجتهدة، تحافظ على الراحة والدفء في المنزل.
- الرائد ميدوين "NKVS Major Medwin": هو «صائد نمور محترف» يبحث عن هارب لا يعرف الخوف ويائس تحدى النظام نفسه.

## القابلية
تسبب إنتاج أعمال باجرياني بصدى معين في النقد الأجنبي، وتجاوز إجمالي تداول رواية صيادو النمور في ترجمات اللغات الأجنبية مليون نسخة. تلقى العمل نفسه مراجعات محلية ومراجعات إيجابية للغاية من النقاد الأدبيين الأجانب. وقد تم اعتباره من الكلاسيكيات الأدبية الأوكرانية للقراءة.

### ترجمات بلغات أخرى
تُرجمت رواية صيادو النمور للكاتب باجرياني إلى جميع اللغات الأوروبية الرئيسية تقريبًا، بما في ذلك الإنجليزية، الإسبانية، الهولندية والألمانية. ولسوء الحظ لم تتم ترجمة الرواية باللغتين الأخيرتين مباشرة من اللغة الأوكرانية بل تمت ترجمتها من النسخة الإنجليزية لماكميلان.
في أواخر الخمسينيات تم التخطيط أيضًا لترجمة الرواية إلى اللغة الإيطالية  واللغة الدنماركية  ولغات أخرى.
- (إنجليزي)Ivan Bahrianyi. The Hunters and the Hunted. Translated from the Ukrainian: George S. N. Luckyj or S. Davidovich, A. Gregorovich;[9] foreword: Samuel Beatty. Toronto: Burns & MaCeachern. 1954 270 p.
- (معاد طبع) Ivan Bahriany. The Hunters and the Hunted. Translated from the Ukrainian: George S. N. Luckyj. London: Macmillan; New York: St. Martin's Press. 1956. 244 p. (pdf)
- (هولندي) .Iwan Bahrjany. Vlucht in de Taiga. Vertalen uit het Engels door: Peter van Wijk. Utrecht: Het Spectrum 1959. 189 p (Prisma-boeken, 392)
- (ألماني) Iwan Bahriany. Das Gesetz der Taiga. Übersetzt von Englisch: Margreth von Kees. Köln/Graz: Verlag Styria. . 255 s. (نسخة مختصرة)
- (الروسية)Иван Багряный. Тигроловы. Перевод с украинского: Анатолий Горошко; рисунки Н. Байкова. Владивосток: Рубеж — Тихоокеанский альманах, 1992 № 2 (с. 67—144) (نسخة مختصرة)
- (إسباني) Ivan Bahrianyi. Cazadores de tigres (novela en dos tomos). Traducido al espanol por: Myxailo Vasylyk; correcion: Volodymyr Vasylyk. Buenos Aires: Duken. 2006. 336 p. (ردمك 978-987-02-1925-5)